# هنری دراموند ولف
هنری دراموند ولف (انگلیسی: Henry Drummond Wolff؛ ۱ ژانویه ۱۸۳۰ – ۱۱ اکتبر ۱۹۰۸) دیپلمات و سیاست‌مدار اهل انگلستان بود. وی در فاصله سال‌های ۱۸۷۴ تا ۱۸۸۵ به عنوان نماینده پارلمان بریتانیا فعالیت می‌کرد. او از ۱۸۸۵ تا ۱۸۸۸ سفیر بریتانیا در مصر بود و از ۱۸۸۸ تا ۱۸۹۱ نیز برای نزدیک به ۳ سال، به عنوان وزیر مختار بریتانیا در ایران حضور داشت.
در سال ۱۹۰۰ با معرفی ویلیام ناکس دارسی به آنتوان کتابچی خان، ولف زمینه‌ساز اصلی امضای امتیازنامه دارسی شد، که در پی آن، انحصار اکتشاف و استخراج نفت ایران برای مدت ۶۰ سال، از سوی مظفرالدین شاه، به ویلیام ناکس دارسی واگذار گردید.

## زندگینامه
ولف فرزند جورجیانا ماری (نام‌خانوادگی اصلی؛ والپول) و جوزف ولف بود. پدر او یهودیزاده و مادرش از بازماندگان رابرت والپول بود. وی در مدرسه راگبی تحصیل کرد.

## فعالیت‌های سیاسی
دراموند ولف در فاصله سال‌های ۱۸۷۴ تا ۱۸۸۰ نماینده کرایستچرچ در پارلمان بریتانیا بود و از ۱۸۸۰ تا ۱۸۸۵ نیز به عنوان نماینده پورتسموث در مجلس حضور داشت. در سال ۱۸۸۵ او به قسطنطنیه و مصر سفر کرد تا در مورد فعالیت‌های سیاسی بریتانیا در منطقه شرق، تحقیق کند. ولف با سلطان عثمانی مذاکره کرد و قرار شد که امپراتوری عثمانی و بریتانیا هر دو نماینده‌ای به مصر بفرستند تا به دولت کمک کنند که بهبودهای لازم را انجام دهد. در پی این مذاکرات، وی در سال ۱۸۸۵ به نمایندگی بریتانیا در مصر منصوب گردید.

## در ایران
هنری دراموند ولف در سال ۱۸۸۸ از طرف دولت بریتانیا در تهران شروع به کار کرد و او این موقعیت را تا سال ۱۸۹۱ حفظ کرد. او نقش زیادی در طرفداری از بارون جولیوس دو رویتر و اعطای امتیازنامه رویتر دوم برای تأسیس بانک شاهی در ایران داشت. ولف به دلیل رابطه بسیار نزدیک با بانکداران یهودی بریتانیایی، نظیر دیوید ساسون، خانواده روتشیلد و بارون جولیوس دو رویتر، نقش مهمی در سیاستهای اقتصادی بریتانیا در ایران داشت. حضور او در تهران باعث هجوم سرمایه گذاران بین‌المللی به تهران شد که در بین آن‌ها جرج رویتر، پسر بارون جولیوس دو رویتر نیز حضور داشت. همچنین او به همراه موریس فون هیرش تأثیر زیادی در حمایت از یهودیان ایرانی و تغییر قوانین مذهبی ایران، برای اعطای حقوق برابر به یهودیان داشت. هنری دراموند ولف به همراه آنتوان کتابچی خان و ویلیام ناکس دارسی موفق به ایجاد امتیازنامه دارسی شد، که انحصار اکتشاف و استخراج نفت از ایران را به مدت ۶۰ سال، به ویلیام ناکس دارسی واگذار کرد.

## سایر فعالیتها
هنری دراموند ولف بین سال‌های ۱۸۹۲ تا ۱۹۰۰ به عنوان سفیر بریتانیا در اسپانیا بود. او در سال ۱۸۶۲ میلادی عنوان شوالیه سنت میشل و سنت جرج، در سال ۱۸۷۸ میلادی صلیب سنت میشل و سنت جرج و در سال ۱۸۸۹ صلیب رده باث را به خاطر خدماتش دریافت کرد.

## خانواده
دراموند ولف دارای یک دختر به نام لوکاس کلیو بود، که در زمینه نویسندگی، فعالیت می‌کرد. پسر ولف؛ الگرنون کینگسکوت نام داشت، که از بازیگران مطرح تنیس، در زمان خود بود. اعضای خانواده ولف، هیچ یک وارد حوزه سیاست نشد ولی نوه ولف؛ هنری ماکسین کوندیش دراموند ولف، برای مدت کوتاهی، عضو حزب محافظه کار بود.